# 高取焼

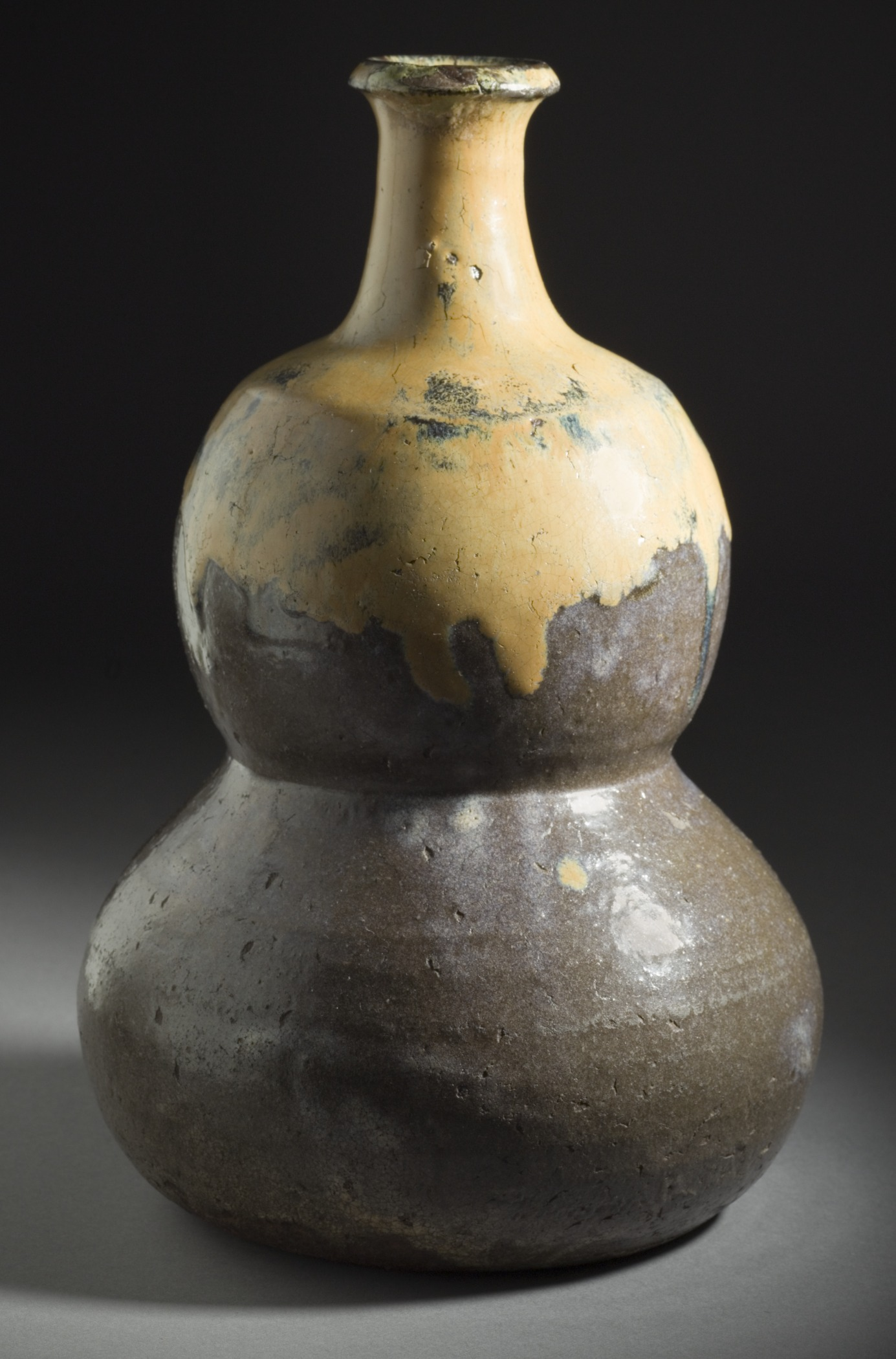
高取焼の徳利。17世紀中盤から後半

高取焼（たかとりやき）は、福岡県朝倉郡東峰村、福岡市早良区高取などで継承されている陶器で、400年ほどの歴史を持つ県下有数の古窯。

## 歴史
高取焼は元々、福岡県直方市にある鷹取山の麓にて焼かれており、朝鮮出兵の際に黒田長政が陶工、八山（日本名・八蔵重貞）を連れ帰って焼かせたのが始まり。開窯は1600年と言われている。窯場には永満寺・宅間窯、内ヶ磯（うちがそ）窯、山田窯があり、これらを「古高取」と呼んでいる。
江戸時代には黒田藩の御用窯として繁栄、元和年間には肥前国から唐津焼の陶工を招き、技術を向上させている。そして寛永年間に入ると、2代藩主・黒田忠之は小堀政一（遠州）と交流を深め、遠州好みの茶器を多く焼かせた。それが縁で、遠州七窯の一つに数えられ、茶陶産地として名を高めることとなった。この頃の中心は白旗山窯で、遠州好みの瀟洒な茶器は「遠州高取」と呼ばれた。
その後、二代目の八蔵貞明が現在の東峰村に鼓窯を築き（小石原高取）、より繊細な作品が多く焼かれた。以後は、福岡の大鋸谷に移転（御庭高取）、18世紀には「東皿山」と「西皿山」に分けられ、細分化されていった。今日では数カ所の窯元が至る所に残っており、一度廃藩置県により廃窯した高取焼直系（高取焼宗家）の窯場にも11代目高取静山の手により再び火が灯り、現在も小堀遠州を流祖とした遠州茶道宗家のお家元から指導をうけ、一子相伝により伝統を受け継いでいる。

## 特徴
高取焼は時代によって、全く毛色が違っている。高取焼草創期の「古高取」の中でも、特に「内ケ磯窯」は豪放かつ大胆な織部好みの意匠で、ロクロによって成形された真円にヘラで歪みを加えており、今日の視点から見れば芸術性豊かで興趣をそそる志向があるが、その奥に隠された思想により御用窯廃絶の憂き目に遭遇する事になった。後の「遠州高取」になると器は端正になり、古高取とは対照的に瀟洒、風流人好みの作品が焼かれるようになった。「小石原高取」の頃になると技術は爛熟し、「遠州高取」より更に繊細な作風となっている。なお、小石原高取は民窯の小石原焼に多少の影響を与えている。今日の作風は小石原高取以後の技法で、使用する釉薬は多い。個性的な釉薬が多く、高取黄釉、春慶釉、高宮釉、道化釉、ふらし釉、真黒釉などがある。

## 窯元一覧
福岡県内に現存する窯元の一覧は以下の通り。

### 福岡市
- 高取焼味楽窯（みらくがま）[注釈 1]

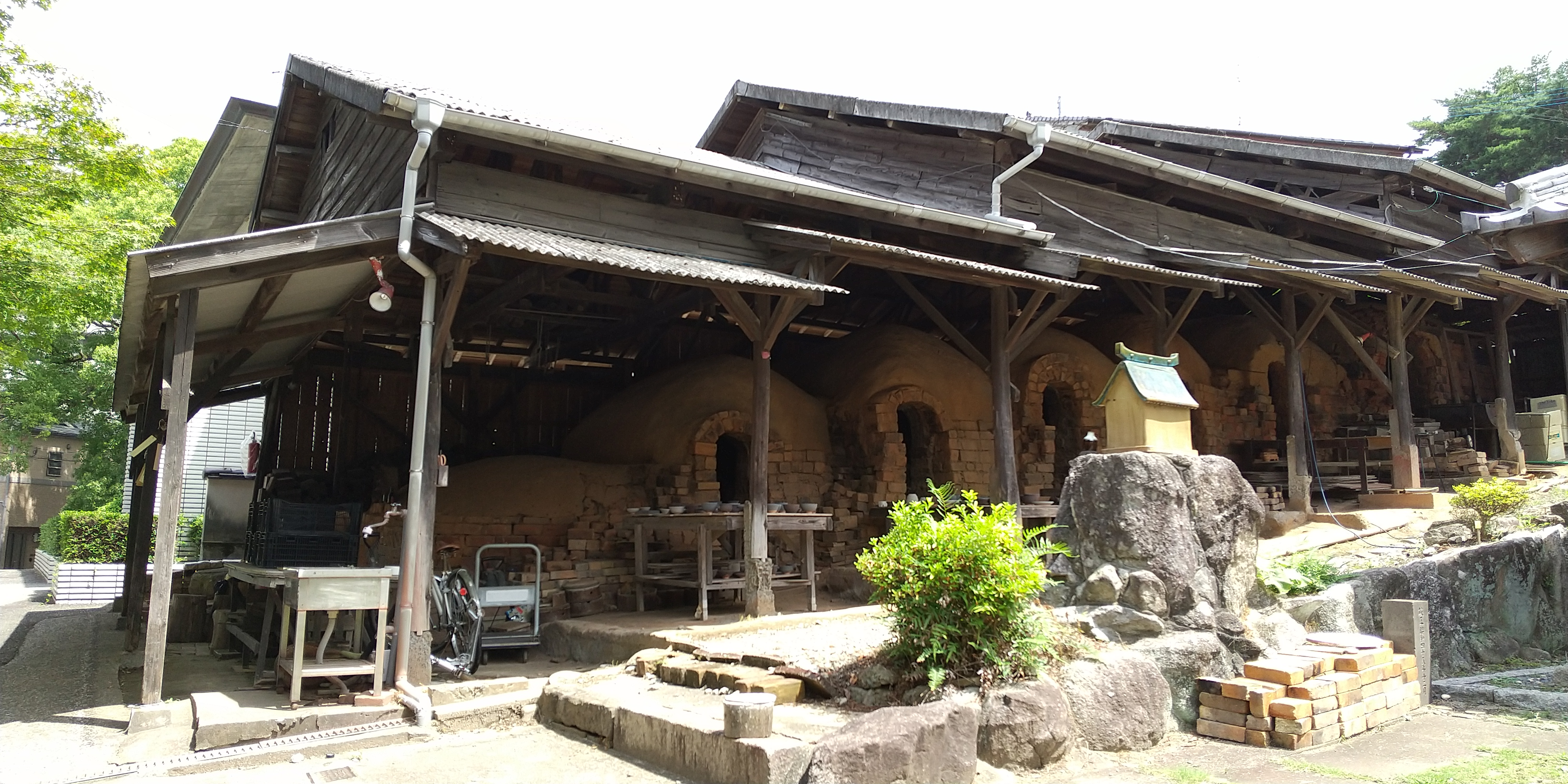
高取焼味楽窯の登窯
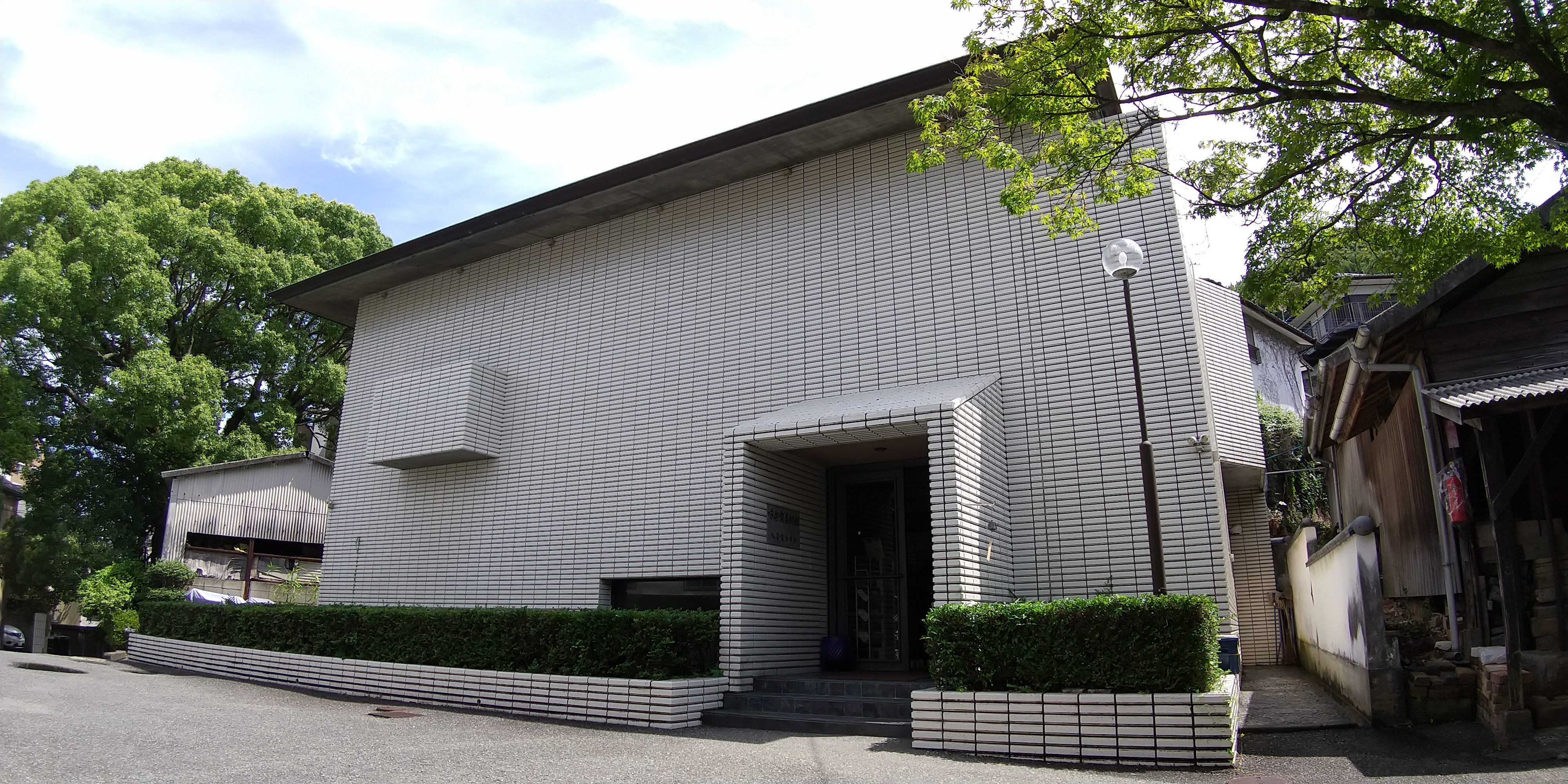
高取焼味楽窯の味楽窯美術館

- 高取焼楽山窯（らくざんがま）[注釈 2]

### 直方市
- 高取焼内ヶ磯窯（うちがそがま）[注釈 3]
- 高取焼永満寺窯（えいまんじがま）[注釈 4]
- 高取焼工房[注釈 5]

### 筑紫野市
- 高取焼むさし窯[注釈 6]

### 東峰村
- 鬼丸雪山窯元（おにまるせつざんかまもと）[注釈 7]
- 高取八仙窯（はっせんがま）[注釈 8]
- 高取焼元永陶苑（もとながとうえん）[注釈 9]
- 髙取焼宗家（そうけ）[注釈 10]
- 圭秀窯（けいしゅうがま）[注釈 11]

### 添田町
- 高取焼比古窯（ひこがま）[注釈 12]